# The Mad Game
The Mad Game is een Amerikaanse pre-Code misdaadfilm uit 1933 onder regie van Irving Cummings. De hoofdrollen worden vertolkt door Spencer Tracy, Claire Trevor en Ralph Morgan.

## Verhaal
Edward Carson, de leider van een bende illegale drankstokers, wordt door advocate Jane Lee in de val gelokt en belandt in de gevangenis voor belastingontduiking. Nadat de verkoop van alcohol gelegaliseerd is, schakelt zijn bende over op ontvoeringen. Ze kidnappen Thomas en Lila Penfield, de zoon en schoondochter van de rechter die Carson veroordeelde tot een gevangenisstraf. Carson wordt vrijgelaten om de kidnappers te helpen vangen. Hij slaagt erin om Thomas en Lila te bevrijden en de leider van de bende te doden, maar hij raakt daarbij zelf dodelijk gewond.

## Rolverdeling
| Acteur          | Personage       |
| --------------- | --------------- |
| Spencer Tracy   | Edward Carson   |
| Claire Trevor   | Jane Lee        |
| Ralph Morgan    | Judge Penfield  |
| Howard Lally    | Thomas Penfield |
| Mary Mason      | Lila Penfield   |
| J. Carrol Naish | Chopper Allen   |
| John Miljan     | William Bennett |